# 黒沢温泉
黒沢温泉（くろさわおんせん）は、山形県山形市（旧出羽国、明治以降は羽前国）にある温泉。

## 泉質
- ナトリウムー硫酸塩泉

## 温泉街
2軒のホテル旅館の他、温泉を利用した高齢者向け施設が存在する。

## 歴史
有志がボーリングを実施して1970年に掘り当て、1972年に開湯した。

## 交通
- 鉄道：奥羽本線（山形線） 蔵王駅より徒歩約10分
- 車：東北中央自動車道山形上山インターチェンジより約5分、または山形自動車道山形蔵王インターチェンジより約20分